# 1. deild Wysp Owczych (1993)
W roku 1993 odbyła się 51. edycja 1.deild (dziś, od 2012 roku zwanej Effodeildin), czyli pierwszej ligi piłki nożnej archipelagu Wysp Owczych. Poprzednim mistrzem był klub B68 Toftir, po raz ostatni w swojej historii broniąc tego tytułu, jednak tym razem pierwsze miejsce w tabeli zajął zespół GÍ Gøta.
Podobnie, jak to ma miejsce obecnie, w 1993 roku w pierwszej lidze Wysp Owczych mecze rozgrywało 10 klubów z całego archipelagu. Kiedyś jednak było inaczej, a liczba zespołów w farerskiej ekstraklasie powiększała się stopniowo. Swą współczesną wartość osiągnęła w czasie rozgrywek w 1988, kiedy podniesiono ją o dwa. Pierwszy raz możliwość degradacji do niższej ligi pojawiła się w 1976 roku, ale dwie drużyny są poddane temu procesowi dopiero od 1988. W 1993 były to LÍF Leirvík (dziewiąte miejsce) oraz VB Vágur (dziesiąte miejsce).
Sezon pierwszej ligi Wysp Owczych w 1993 roku niósł za sobą kilka rozczarowań. Pierwszym z nich był spadek lidera tabeli z poprzedniego sezonu B68 Toftir na szóste miejsce z siedmioma przegranymi, na osiemnaście możliwych, meczami. Kolejnym był TB Tvøroyri, który spadł o dwa oczka. Ostatecznie z pierwszej ligi odpadł także zespół VB Vágur, od kilku sezonów zdecydowanie słabnący. Drugą zdegradowaną drużyną był świeżo premiowany LÍF Leirvík. Pozostałe kluby zagrały podobnie do poprzedniego roku, swe pozycje poprawiły nieco stołeczne kluby HB Tórshavn (o dwa miejsca) oraz B36 Tórshavn (o jedno miejsce w górę), zajmując kolejno drugą i piątą pozycję w tabeli.
Królem strzelców w roku 1993 został Uni Arge, grający dla HB Tórshavn, znany dziś na Wyspach Owczych muzyk i dziennikarz. Zdobył on 11 bramek.
Za zwycięstwo w tych rozgrywkach przyznawano jeszcze dwa punkty, a nie trzy, jak to ma obecnie miejsce. W przeciągu całych rozgrywek strzelono 272 gole, co daje 3,022 gola/mecz.
Trzeci raz w historii mistrzostw Wysp Owczych kilka klubów o najwyższych osiągnięciach zostało premiowanych do imprez międzynarodowych. Po zdobyciu pierwszego miejsca GÍ Gøta dostał się do pierwszej rundy eliminacyjnej Pucharu UEFA 1994/95, gdzie jednak uległ w dwumeczu przeciw szwedzkiemu Trelleborgs FF kolejno 0-1 i 2-3. Bramki dla Farerczyków zdobyli Henning i Magni Jarnskorowie, uznawani wtedy za jednych z najlepszych zawodników swej drużyny.
Drugą drużyną, jaka zagrała w eliminacjach Pucharu UEFA 1994/95 był klub HB Tórshavn, jednak ich występ był zdecydowanie mniej udany od tego, jak pokazali się piłkarze GÍ Gøta. Stołeczny zespół przegrał bowiem ze szkockim Motherwell F.C. kolejno 0:3 i 1:4. Jedyną bramkę dla HB zdobył Hansen.
Ostatnią drużyną, która zagrała w meczach międzynarodowych był klub B71 Sandoy, który jedyny dotychczas raz zdobył Puchar Wysp Owczych, dzięki czemu zakwalifikował się do Pucharu Zdobywców Pucharów 1994/95, tam jednak uległ fińskiemu HJK Helsinki 0:2 i 0:5.

## Uczestnicy
| Uczestnicy 1. deild 1992                                                                                      | Uczestnicy 1. deild 1992 | Uczestnicy 1. deild 1992 | Uczestnicy 1. deild 1992 |
| --- | ------------------------ | ------------------------ | ------------------------ |
| B68 | B68 Toftir               | 1                        |                          |
| GÍ | GÍ Gøta                  | 2                        |                          |
| KÍ | KÍ Klaksvík              | 3                        |                          |
| HB | HB Tórshavn              | 4                        |                          |
| TB | TB Tvøroyri              | 5                        |                          |
| B36 | B36 Tórshavn             | 6                        |                          |
| VB | VB Vágur                 | 7                        |                          |
| B71 | B71 Sandoy               | 8                        |                          |
| Awans z 2. deild 1992                                                                                         |                          |                          |                          |
| LÍF | LÍF Leirvík              | 1                        |                          |
| ÍF | ÍF Fuglafjørður          | 2                        |                          |
| Oznaczenia: - kolumna pierwsza – skróty nazw drużyn, - kolumna trzecia – miejsce zajęte w poprzednim sezonie. |                          |                          |                          |

## Rozgrywki

### Tabela ligowa
| Lp. | Drużyna         | M  | Z  | R | P  | Bramki | Bramki | Różn. | Pkt | Uwagi                                   |
| --- | --------------- | -- | -- | - | -- | ------ | ------ | ----- | --- | --------------------------------------- |
| 1   | GÍ Gøta (M)     | 18 | 11 | 6 | 1  | 32     | 14     | +18   | 28  | Puchar UEFA • Runda kwalifikacyjna      |
| 2   | HB Tórshavn     | 18 | 9  | 7 | 2  | 41     | 20     | +21   | 25  | Puchar UEFA • Runda kwalifikacyjna      |
| 3   | KÍ Klaksvík     | 18 | 9  | 5 | 4  | 24     | 15     | +9    | 23  |                                         |
| 4   | B71 Sandoy      | 18 | 10 | 3 | 5  | 30     | 26     | +4    | 23  | Puchar Zdobywców Pucharów • 1/32 finału |
| 5   | B36 Tórshavn    | 18 | 6  | 6 | 6  | 21     | 17     | +4    | 18  |                                         |
| 6   | B68 Toftir      | 18 | 5  | 6 | 7  | 30     | 28     | +2    | 16  |                                         |
| 7   | TB Tvøroyri     | 18 | 4  | 6 | 8  | 24     | 30     | −6    | 14  |                                         |
| 8   | ÍF Fuglafjørður | 18 | 5  | 3 | 10 | 27     | 41     | −14   | 13  |                                         |
| 9   | LÍF Leirvík (S) | 18 | 3  | 6 | 9  | 25     | 46     | −21   | 12  | Spadek do 2. deild                      |
| 10  | VB Vágur (S)    | 18 | 3  | 2 | 13 | 18     | 35     | −17   | 8   | Spadek do 2. deild                      |

### Wyniki spotkań
| Gospodarz \ Gość | B36 | B68 | B71 | GÍ  | HB  | ÍF  | KÍ  | LÍF | TB  | VB  |
| B36 Tórshavn     |     | 0:0 | 0:2 | 0:2 | 1:1 | 3:1 | 0:1 | 4:1 | 2:0 | 2:0 |
| B68 Toftir       | 0:0 |     | 5:1 | 0:1 | 1:1 | 2:0 | 0:3 | 5:1 | 1:1 | 1:3 |
| B71 Sandoy       | 1:0 | 2:0 |     | 4:2 | 2:1 | 5:1 | 2:1 | 2:0 | 4:3 | 4:1 |
| GÍ Gøta          | 2:1 | 1:1 | 3:0 |     | 0:0 | 6:3 | 3:1 | 2:1 | 2:0 | 1:0 |
| HB Tórshavn      | 1:1 | 5:4 | 3:0 | 1:1 |     | 4:1 | 2:0 | 7:0 | 2:1 | 2:0 |
| ÍF Fuglafjørður  | 2:1 | 1:0 | 2:2 | 0:2 | 1:2 |     | 2:1 | 3:3 | 3:2 | 4:1 |
| KÍ Klaksvík      | 0:0 | 1:0 | 1:1 | 1:0 | 2:2 | 2:1 |     | 4:0 | 0:0 | 1:0 |
| LÍF Leirvík      | 3:3 | 3:4 | 2:1 | 1:1 | 1:1 | 0:0 | 1:3 |     | 0:2 | 3:2 |
| TB Tvøroyri      | 0:2 | 2:2 | 1:0 | 1:1 | 2:5 | 3:0 | 1:1 | 1:4 |     | 1:1 |
| VB Vágur         | 0:1 | 2:4 | 0:1 | 2:3 | 2:1 | 3:1 | 0:1 | 1:1 | 0:3 |     |

Aktualne na 14 września 2012. Źródło: FaroeSoccer.com
Objaśnienia:
1Drużyna gospodarzy jest wymieniona po lewej stronie tabeli.
Kolory: zielony – zwycięstwo gospodarzy, żółty – remis, różowy – zwycięstwo gości.

## Sędziowie
Następujący arbitrzy sędziowali poszczególne mecze 1. deild 1993:
| Lp. | Sędzia                | Mecze |
| --- | --------------------- | ----- |
| 1.  | Baldvin Baldvinsson   | 8     |
| 2.  | Jóhan Carl Dam        | 9     |
| 3.  | Nemus N. Djurhuus     | 8     |
| 4.  | Kim Ejdesgaard        | 8     |
| 5.  | Lassin Isaksen        | 8     |
| 6.  | Jógvan Jensen         | 8     |
| 7.  | Petur Erhard Kjærbo   | 5     |
| 8.  | Niklas á Líðarenda    | 11    |
| 9.  | Herman Midjord        | 5     |
| 10. | Jóhan Petur Olgarsson | 1     |
| 11. | Jónfinn Olsen         | 8     |
| 12. | Preben Olsen          | 1     |
| 13. | Frits Poulsen         | 1     |
| 14. | Birgir Sondum         | 8     |
| 15. | ?                     | 1     |

## Najlepsi strzelcy
| Bramki | Strzelcy          | Drużyna       |
| ------ | ----------------- | ------------- |
| 11     | Uni Arge          | HB Tórshavn   |
| 8      | Torbjørn Jensen   | B71 Sandoy    |
| 7      | Súni Fríði Barbá  | B68 Toftir    |
| 7      | Øssur Hansen      | B68 Toftir    |
| 7      | Henning Jarnskor  | GÍ Gøta       |
| 6      | Kári Gullfoss     | B36 Tórshavn  |
| 6      | Sámal Joensen     | GÍ Gøta       |
| 6      | Gunnar Mohr       | HB Tórshavn   |
| 6      | Pól Thorsteinsson | VB Vágur      |
| 5      | 8 zawodników      | 8 zawodników  |
| 4      | 12 zawodników     | 12 zawodników |
| 3      | 13 zawodników     | 13 zawodników |
| 2      | 20 zawodników     | 20 zawodników |
| 1      | 34 zawodników     | 34 zawodników |
| sam.   | 7 zawodników      | 7 zawodników  |